# Partito Socialista dei Lavoratori di Germania (1875)
Il Partito Socialista dei Lavoratori di Germania o Partito Socialista Operaio di Germania (in tedesco Sozialistische Arbeiterpartei Deutschlands, SAPD), è stato un partito politico socialista dell'Impero tedesco, fondato nel 1875 dalla fusione del Partito Socialdemocratico dei Lavoratori (Sozialdemokratische Arbeiterpartei, SDAP) e dell'Associazione Tedesca dei Lavoratori (Allgemeiner Deutscher Arbeiterverein, ADAV).
Tra il 1878 ed il 1889, la sua storia fu segnata dagli effetti delle leggi antisocialiste. Nel 1890 il partito cambiò nome in Partito Socialdemocratico di Germania (SPD), come è noto a tutt'oggi.

## Il congresso del partito associativo di Gotha

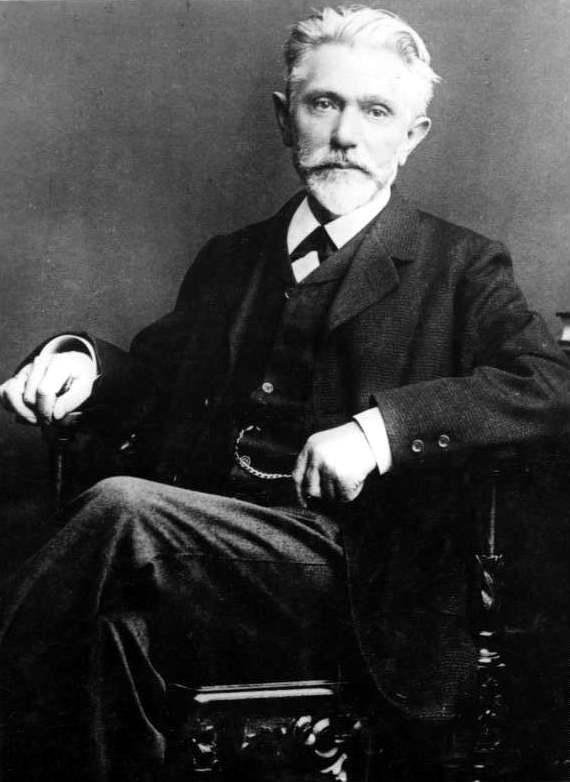
August Bebel (1898)

Con lo SDAP di August Bebel e Wilhelm Liebknecht e l'ADAV, fondato da Ferdinand Lassalle nel 1863, inizialmente vi furono due partiti operai. Pur differendo nei dettagli, la vera diversità fra loro risiedeva nella soluzione alla questione nazionale: l'ADAV si orientò verso la soluzione piccolo-tedesca, mentre lo SDAP fu per la soluzione grande-tedesca. Questi contrasti vennero annullati dalla fondazione del Reich nel 1870/71. Nella politica interna, soprattutto nell'azione parlamentare, le somiglianze furono maggiori. Inoltre, la situazione creata dalle misure antisociali ed antidemocratiche dell'esecutivo contribuirono ad un ulteriore ravvicinamento. Tutto ciò condusse alla creazione di una commissione congiunta per il programma ed infine all'unificazione di entrambe le organizzazioni. Il congresso dei marxisti "Eisenacher“ (chiamati così per il luogo di fondazione dello SDAP) e dei più moderati "Lassalleans" si svolse a Gotha dal 22 al 27 maggio 1875. L'ADAV contava 15.322 iscritti all'epoca e aveva 74 delegati, lo SDAP 9.121 iscritti e 56 delegati.

Nel corso del congresso è stato adottato anche il programma del SAPD detto "di Gotha". In termini di contenuto si è trattato di un compromesso tra i due partiti originari: conteneva, infatti, elementi sia dello SDAP che dell'ADAV. Il primo paragrafo recita:
(Programma di Gotha - § 1 ())
Al secondo paragrafo prosegue:
(Programma di Gotha - § 2)
Mentre il richiamo alla "iron law of wages", ad esempio, traeva origine nell'ADAV, il programma di chiusura, che fu ampliato con una seconda parte, corrispondeva ampiamente alle idee dell'organizzazione di Eisenach. Karl Marx immediatamente criticò nettamente il programma nella sua Critica del Programma di Gotha e ha sostenuto che la "setta di Lassalles" aveva vinto. Su richiesta dell'esecutivo del partito, tuttavia, questo documento fu pubblicato solo nel 1890. August Bebel puntualizzò che la critica non si riferiva alle ambiguità teoriche, ma al "raggiungimento dell'accordo che costituiva la cosa principale".
L'organo supremo del nuovo partito fu il congresso, che doveva eleggere il consiglio esecutivo. Nel 1875, Wilhelm Hasenclever, l'ex presidente dell'ADAV e Georg Wilhelm Hartmann vennero eletti come copresidenti dello SDAP da queste assemblee riunite ad Amburgo. Il cassiere fu August Geib. Ignaz Auer e Carl Derossi furono i segretari. August Bebel fu nominato presidente della commissione di controllo. In totale, 3 "Lassalleanhänger" e 2 "Eisenacher" fecero parte del consiglio esecutivo.
Oltre al programma, si discusse anche del rapporto con i sindacati a Gotha. La loro costituzione è stata ritenuta necessaria per promuovere la causa dei lavoratori. Subito dopo il congresso del partito è seguito un congresso sindacale che ha deciso di fondere le associazioni locali in federazioni centrali. Sebbene il principio della neutralità politica sia stato rispettato, i membri furono invitati ad aderire al nuovo partito.

## Sviluppo fino alle Leggi antisocialiste

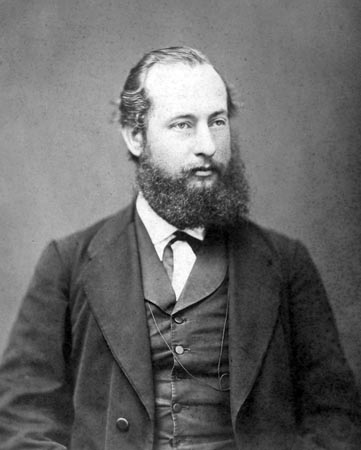
Wilhelm Hasenclever (1884)

Il nuovo partito venne seguito attentamente dalle autorità fin dall'inizio ed i suoi lavori furono ostacolati. Già nel marzo 1876, l'ufficio del pubblico ministero sotto Tessendorf chiese che il partito fosse vietato a Berlino ai sensi del diritto di associazione prussiano e in particolare della sua organizzazione di Berlino. A causa dell'imminente divieto, il congresso del 1876 fu anche il congresso generale socialista. A quel tempo, il partito aveva circa 38.000 membri in 291 sedi. Aveva 38 tra giornali e riviste. Tra questi, 21 giornali locali, 11 Sindacali, una rivista di intrattenimento e tre fumetti. Il Congresso decise di fondere gli ex organi di partito dello SDAP e dell'ADAV, lo Stato del Popolo e il Nuovo Socialdemocratico. Dal 1º ottobre 1876 in poi, il Vorwärts fu il nuovo organo centrale del partito. I redattori in carica furono Wilhelm Liebknecht e Wilhelm Hasenclever. A causa delle persecuzioni politiche, fu nominato un comitato elettorale centrale di cinque membri che sostituì il comitato esecutivo con quasi illimitati poteri. La sede del comitato fu Amburgo. Per il controllo a Brema venne istituita una commissione di revisione e controllo composta da sette membri.
Nelle elezioni del 1877, il partito si candidò in 175 circoscrizioni ed ottenne oltre 490.000 voti, pari al 9,1% dei voti. Di conseguenza, il partito aveva ricevuto il 36% di voti in più rispetto alla somma dei due partiti precedenti nella precedente elezione del Reichstag. Il partito divenne così la quarta forza politica più forte per numero di voti. Tuttavia, a causa di uno sfavorevole sistema di collegi elettorali, nominò solo dodici membri del Reichstag. Altri dati mostrano anche che, nonostante le rappresaglie, il partito si è dimostrato molto attrattivo. Il liberale Ludwig Bamberger dichiarò che i giornali dei partiti socialdemocratici avevano più di 135.000 abbonati.
L'11 maggio 1878, l'ex lattoniere Max Hödel sparò all'imperatore Guglielmo I a Berlino. Questo ha spinto Otto von Bismarck ad introdurre una legge eccezionale contro la socialdemocrazia. Il progetto fu tuttavia respinto da un'ampia maggioranza del Reichstag il 23 e 24 maggio. Il 2 giugno Karl Eduard Nobiling perpetrò un altro tentativo di omicidio contro l'imperatore, in cui Guglielmo fu ferito gravemente. Subito dopo, iniziò una massiccia agitazione contro i socialdemocratici. Solo pochi giorni dopo l'attentato, il Reichstag venne sciolto per la speranza di Bismarck che i sostenitori di una legge eccezionale si rafforzassero sotto l'influenza degli eventi. Al di là della lotta contro la socialdemocrazia, le circostanze che caratterizzarono le elezioni sono state un'opportunità gradita per far avanzare ulteriormente la svolta conservatrice nella politica interna. Tuttavia, le elezioni del 1878 dimostrarono che il numero di voti espressi per il SAPD fu leggermente inferiore a quello del 1877 ed il partito ebbe nove deputati. Si trattò di un successo notevole alla luce delle misure antisociali ed antidemocratiche già in vigore. Tuttavia, i liberali e quindi i critici della legislazione eccezionale persero 39 deputati.
Dopo che la prima lettura di un nuovo disegno di legge era stata completata, la leadership del gruppo parlamentare e del partito discusse il futuro corso di Amburgo. Dopo accesi dibattiti, venne approvata la risoluzione di scioglimento del partito prima dell'entrata in vigore della legge. Tuttavia sarebbe rimasto comunque un ufficio centrale con sede a Lipsia. I leader del partito respinsero l'eccessivo azionismo. "Non lasciatevi provocare!" fu l'appello agli iscritti e "la nostra legge deve distruggere i nostri nemici".

## Sotto le leggi antisocialiste

### Effetti e limiti della legge
Il 19 ottobre 1878, il Reichstag approvò la Legge contro le mire socialmente pericolose della Socialdemocrazia (chiamata in breve Leggi antisocialiste) con 221 voti contro 149 voti dei Socialdemocratici, dei Centristi e del Partito del Progresso. In seguito, le società o associazioni di ogni tipo, il materiale stampato, gli incontri e le raccolte di denaro potevano essere vietati. Gli agitatori potevano essere espulsi da determinate zone e la licenza commerciale per alcuni gruppi poteva essere ritirata. Otto von Bismarck, tuttavia, non riuscì in parlamento a privare i socialdemocratici del loro diritto di voto e di eleggibilità. Inizialmente la legge venne limitata nel tempo fino al 1881, ma successivamente fu prorogata regolarmente.
Per dodici anni fu l'unico partito clandestino. Il loro organo di partito, il Vorwärts, fu vietato, così come le apparizioni pubbliche o le riunioni di partito. Solo due giornali del partito non vennero vietati, in quanto neutrali nella loro attività politica. Anche i sindacati furono vietati. Solo il gruppo SAPD del Reichstag, che comprendeva Wilhelm Liebknecht, August Bebel e Wilhelm Hasenclever, riuscirono a mantenere il loro seggio. Molti membri del partito furono costretti ad emigrare o vennero espulsi dai loro luoghi di residenza nel corso del cosiddetto "stato di piccolo assedio", che fu imposto temporaneamente nel quadro delle leggi antisocialiste ad alcune delle roccaforti SAPD (come Berlino, Amburgo, Lipsia o Francoforte sul Meno). Gli espulsi persero così la loro sussistenza economica e gran parte di essi furono costretti ad emigrare negli Stati Uniti.

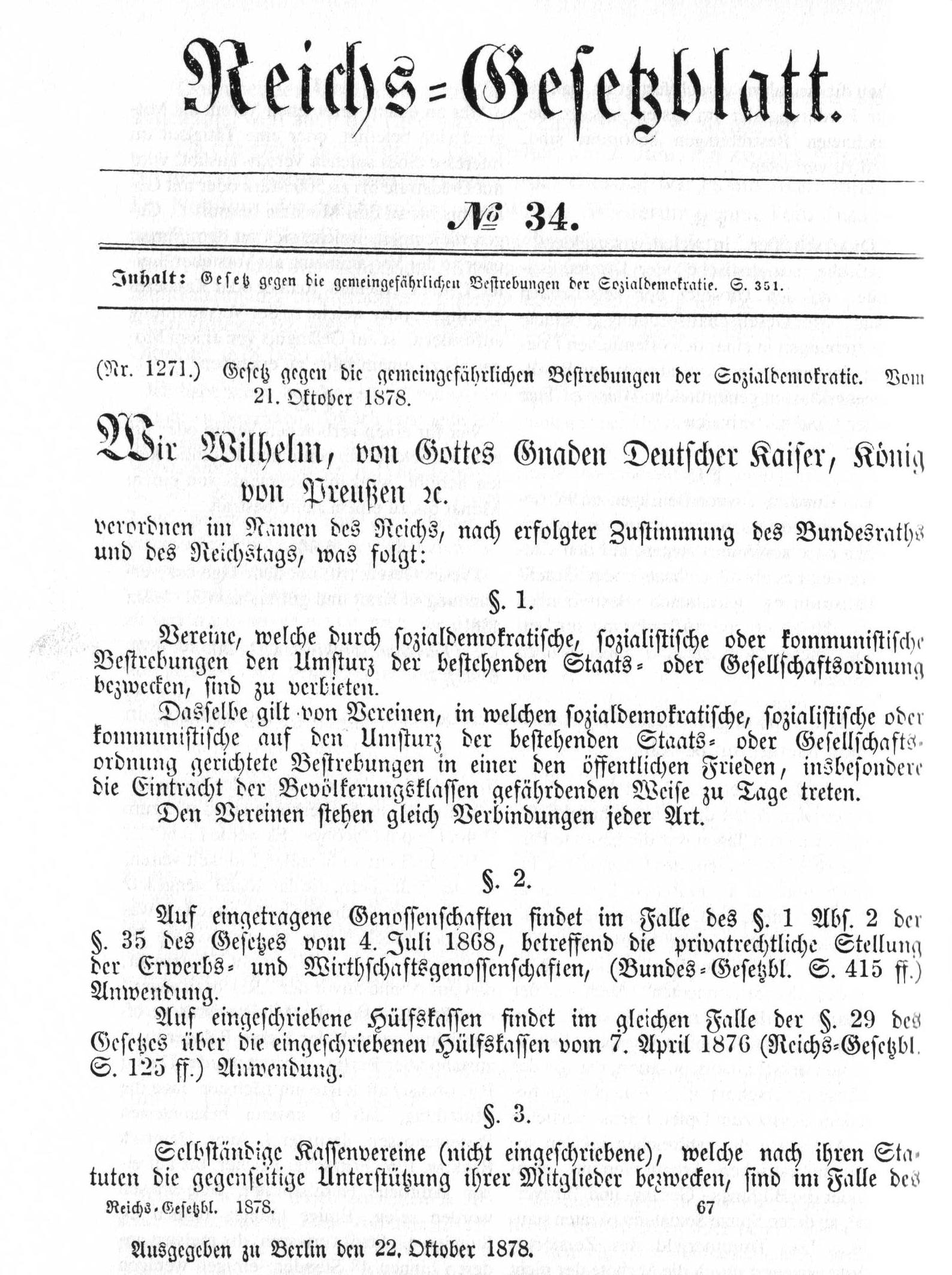
Pubblicazione ufficiale della prima Legge antisocialista, 1878

Gli iscritti al partito continuarono a mantenere contatti informali tra di loro in gruppi vocali o di sostegno. I funerali dei membri di spicco del partito divennero regolarmente l'occasione per incontri di massa, che resero chiara al mondo esterno la continua esistenza del movimento. Nel 1879, ad esempio, 30.000 operai presero parte al funerale di August Geib ad Amburgo. Fu così anche con la morte di Wilhelm Bracke a Braunschweig. Non essendo più possibile la pubblicazione di giornali e riviste legali all' interno del Reich, i giornali e le riviste furono pubblicati all' estero e introdotti clandestinamente in Germania. Il 28 settembre 1879, a Zurigo, apparve il primo numero di prova de Sozialdemokrat. Mentre Marx e Engels respinsero la collaborazione sulla base di differenze ideologiche con il partito, Karl Kautsky e Eduard Bernstein, tra gli altri, scrissero per il giornale, il cui direttore fu Georg von Vollmar. Negli anni successivi, i giornali vennero portati in Germania in numero sempre crescente e stampati nel Reich stesso. A metà degli anni' 80, dopo tutto, vennero vendute circa 12.000 copie per ogni numero. L'organizzazione fu guidata dal cosiddetto "Roten Feldpost" di Joseph Belli e Julius Motteler. Un atteggiamento meno rigoroso nella Germania meridionale consentì la pubblicazione della rivista teorica Die Neue Zeit di Stoccarda a partire dal 1883. Il direttore fu Karl Kautsky. Dal 1884, il Berliner Volksblatt apparve a Berlino, con lo scopo di creare un nuovo giornale legale. Tra i redattori, Franz Mehring e Georg Ledebour. Nello stesso anno è stato pubblicato di nuovo Der Wahre Jacob, rivista di satira socialdemocratica.
Nel complesso, vi furono differenze regionali e temporali nell'applicazione della legge. In Prussia, ad esempio, fu applicato più rigorosamente che a Baden. Nel 1881/83 fu osservata una pratica più mite, mentre dal 1886 in poi si verificò una marcata intensificazione. In particolare, durante questo periodo si registrò un aumento dei procedimenti penali.

### Elezioni e sviluppi interni
Poiché in Germania non era consentito tenere altri congressi di partito, all'estero si tennero congressi segreti. Per la prima volta dall'adozione della legge socialista nell'agosto del 1880, questa riunione si tenne al Castello di Wyden nel Cantone di Zurigo. A parte le questioni organizzative, il Congresso si pronunciò contro le tendenze anarchiche in alcune parti del partito. Inoltre, l'assemblea decise di abolire la parola "legale" dal programma del partito, in quanto non aveva più senso. Il partito intendeva raggiungere i suoi obiettivi con tutti i mezzi possibili. Un congresso simile si tenne a Copenaghen nel 1883.

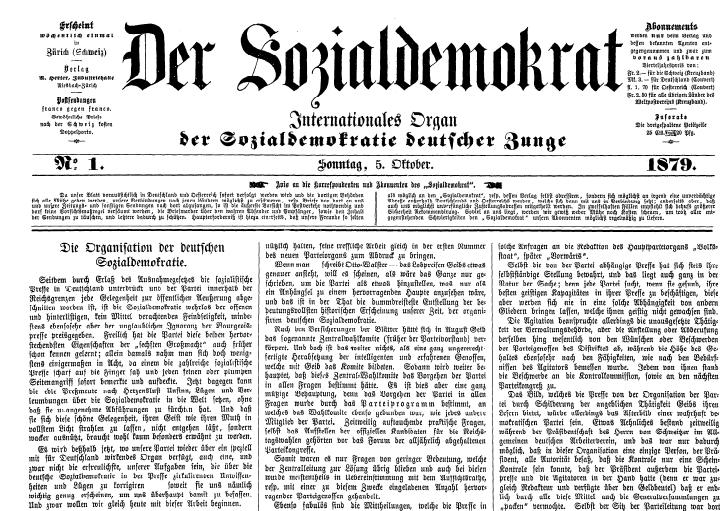
Prima edizione del Der Sozialdemokrat

Nelle elezioni del 1881, il partito ottenne il 6,1% di voti al Reichstag, un risultato notevolmente inferiore rispetto all' ultimo turno di votazioni, ma fu un successo notevole in considerazione dell'impossibilità di effettuare una campagna elettorale. Il gruppo socialista fu inoltre più forte di prima, con dodici deputati in Parlamento. Tuttavia, August Bebel fu sconfitto in diverse tornate elettorali e tornò in parlamento solo nel 1883. Nella nuova legislatura, l'introduzione dei sistemi di sicurezza sociale doveva servire anche a contrastare l'influenza dei socialdemocratici tra i lavoratori. Questo passo fu quindi un riconoscimento indiretto da parte del governo che la socialdemocrazia non poteva essere sconfitta dalla sola repressione.
Le elezioni del 1884 divennero un grande successo per il partito e dimostrarono chiaramente che la legislazione in materia di sicurezza sociale non aveva praticamente avuto alcun effetto contro la socialdemocrazia. In queste elezioni, quasi 550.000 elettori votarono a favore del SAPD. Si trattava del 9,7% dei voti. Il che rappresenta un incremento del 76% rispetto alle precedenti elezioni. Anche il fatto che il partito abbia avuto maggiori opportunità di promuovere la propria causa contribuì a questo risultato. Il Reichstag in precedenza aveva stabilito che la partecipazione alle riunioni elettorali non rientrava nelle disposizioni della legge socialista. Tuttavia, in risposta al successo del SAPD, le disposizioni di legge furono applicate più rigorosamente dalle autorità.
Il successo alle elezioni del Reichstag portò il gruppo parlamentare a circa due dozzine di parlamentari. Nonostante la soddisfazione, il gruppo dirigente costituito da Bebel, Engels e dal giovane Bernstein, che fino alla legge socialista era rigorosamente marxista, vedeva il pericolo che ciò aumentasse le "illusioni parlamentari". Il 1884/85 è stato infatti l'anno di una profonda crisi durante la cosiddetta controversia sulle sovvenzioni alla navigazione a vapore. Il punto di partenza è stato il problema di sapere se in tempi di crisi economica sia sensato tollerare queste sovvenzioni politico-coloniali per ciò che riguarda i posti di lavoro nel Reich. Sebbene questa decisione sia stata respinta da una piccola "minoranza di principio" intorno a Bebel, che si riferiva ai membri del partito, la maggioranza del gruppo ha votato a favore nell'interesse dei loro elettori. Tra la maggior parte del gruppo e le figure di spicco del partito, difficilmente fu possibile superare una guerra ideologica, che la proposta di compromesso di Liebknecht non riuscì a superare. Il giornale Der Sozialdemokrat era completamente dalla parte di Bebel e il gruppo dovette rinunciare al suo tentativo di controllare la testata. Il quotidiano promise di riferire in futuro sul lavoro parlamentare senza alcuna polemica, ma il gruppo Bebel finalmente aveva vinto. Va notato che Liebknecht, il quale in passato era stato piuttosto critico nei confronti del Parlamento, svolse un ruolo di equilibrio all' interno del gruppo in questo periodo e prese molto sul serio il suo mandato.
Uno spettacolare momento culminante delle misure antisocialdemocratiche è stato il cosiddetto "processo Geheimbund", che si è svolto tra il 26 luglio e il 4 agosto 1886 davanti al Tribunale regionale di Freiberg in Sassonia, i principali membri del partito sono stati accusati di aver partecipato a una riunione clandestina. La Procura della Repubblica ritenne che i congressi di Wyden e Copenaghen fossero delle riunioni del genere. Ignaz Auer, August Bebel, Karl Frohme, Carl Ulrich, Louis Viereck e Georg von Vollmar furono condannati a nove mesi di carcere, e molti altri imputati furono condannati a sei mesi di carcere. Questo processo venne seguito da tutta una serie di altri procedimenti contro i partecipanti ai due congressi. Solo a Francoforte, 35 imputati furono condannati fino a un anno di carcere. A Magdeburgo nel 1887 furono 51 i detenuti.
Nelle elezioni del Reichstag del 1887, i socialdemocratici riuscirono ad aumentare il numero di voti e a raggiungere il 10,1%, nonostante le rappresaglie della polizia. Tuttavia, persero contro i candidati del Partito Liberale Tedesco in diverse circoscrizioni elettorali, cosicché il nuovo gruppo del Reichstag era significativamente più piccolo del precedente.
Nell'ottobre del 1887, a San Gallo si tenne nuovamente un congresso del Partito Socialdemocratico. In tale occasione venne confermata la precedente posizione del partito sull'attività parlamentare, vista soprattutto in chiave aggressiva. Inoltre, l'anarchismo fu ancora una volta fortemente criticato. Allo stesso tempo, fu deciso che in futuro con nessun partito borghese si sarebbe stabilito un accordo elettorale, ad esempio nel caso di un ballottaggio. Fu istituita una commissione per rivedere il programma del partito. Solo in occasione di questo congresso Bebel fu in grado di affermare pienamente il suo indiscusso ruolo di guida nel partito e nel gruppo, che avrebbe ribadito fino alla morte.
Verso la fine degli anni ottanta del 1880, il Reichstag iniziò a negare l'approvazione della legge socialista. Sebbene la maggioranza del governo approvasse la proroga per altri due anni nel 1888, respinse tutte le misure di inasprimento richieste dal governo. La Svizzera denunciò i redattori di des Sozialdemokrat sotto la pressione del governo tedesco e da allora il giornale venne pubblicato a Londra.

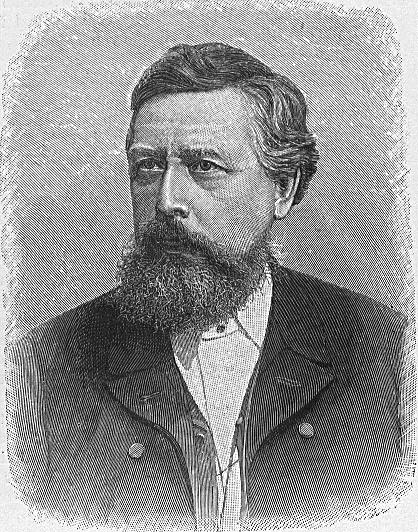
Wilhelm Liebknecht

A livello internazionale, si sono compiuti notevoli sforzi per creare una nuova organizzazione internazionale. Tuttavia, le diverse correnti e direzioni del movimento operaio non riuscivano a trovare un accordo. Dal 14 al 20 luglio 1889 si tennero a Parigi due congressi internazionali dei lavoratori con lo stesso ordine del giorno. Il gruppo tedesco di 82 delegati partecipò alla costituzione del congresso che portò alla fondazione della II Internazionale. Come sezione tedesca, il SAPD è stato considerato il partito socialista più influente del suo tempo in Europa, nonostante fosse vietato nel proprio paese.
Verso la fine del 1889, il governo del Reich presentò un nuovo progetto di inasprimento dell'Atto socialista, che gli avrebbe concesso un periodo di validità illimitato. Il Reichstag con 169 voti contro 98 voti, il 25 gennaio 1890, respinse il disegno di legge con una netta maggioranza.
L'opposizione ottenne un notevole risultato nelle elezioni del 1890, mentre i conservatori ed i nazional-liberali subirono consistenti riduzioni. Il SAPD ha ottenuto 1,4 milioni di voti. Con una percentuale di voto di quasi il 20%, era diventato il partito con il maggior numero di elettori in Germania. Tuttavia, come in tutte le precedenti elezioni, è stata frenata dalla divisione delle circoscrizioni elettorali e si è aggiudicata solo 35 seggi.
Il 1º ottobre 1890, l'atto socialista scadde. Nel periodo di vigenza furono proibiti 155 periodici e 1200 pubblicazioni non periodiche. Sono state effettuate 900 deportazioni e 1500 persone sono state condannate a un totale di 1000 anni di carcere.

## Primo Congresso del Partito dopo la fine della legge socialista
Il primo congresso di partito dopo l'abrogazione della legge socialista si svolse a Halle dal 12 al 18 ottobre 1890. Erano presenti 413 delegati e 17 ospiti stranieri. L'ordine del giorno comprendeva: l'organizzazione del partito (relatore Ignaz Auer), il programma del partito (relatore Wilhelm Liebknecht), la stampa del partito (relatori Ignaz Auer e August Bebel), la posizione del partito su scioperi e boicottaggi (relatori Karl Grillenberger e Karl Kloß). Per August Bebel, negli anni della legge socialista, la presa nelle libere elezioni e le attività del gruppo del Reichstag si sono dimostrate il mezzo più efficace di azione, e il partito avrebbe dovuto continuare ad aderire a questa tattica in futuro. Il congresso del partito decise di rinominare il partito in SPD e adottò un nuovo statuto. L'organizzazione è stata costruita sul principio della fiducia. Le organizzazioni locali dei lavoratori devono normalmente formare l'organizzazione locale del partito. Come all'inizio della storia del partito, il congresso del partito venne nominato l'organo più alto del partito. Il consiglio direttivo era composto da dodici membri: due presidenti (eletto di Paul Singer e Alwin Gerisch), due segretari, un tesoriere e sette controllori. La sede del partito fu Berlino. Il Volksblatt Berliner venne nominato organo del partito, il quale doveva essere pubblicato dal 1 gennaio 1891 con il nome di Vorwärts - Berliner Volkszeitung. Il comitato esecutivo fu incaricato di presentare un nuovo programma per il congresso successivo. Si tratta del Programma di Erfurter adottato nel 1891. Il congresso ha dichiarato inoltre come arma della classe operaia gli scioperi ed i boicottaggi e, come prima della legge socialista, si è dichiarato come il fondamento dei sindacati centrali. Il congresso del partito ha anche proclamato il 1º Maggio festa dei lavoratori. Al gruppo del Reichstag è stato chiesto di continuare a rappresentare in parlamento le richieste fondamentali della socialdemocrazia senza tenere conto dello Stato e dei partiti borghesi. Al tempo stesso, tuttavia, è stato anche chiesto di portare avanti le riforme sulla base della società esistente. Durante il congresso del partito, per la prima volta si è manifestata un'opposizione interna, chiamata poi "Jungen".

## Il cambiamento
La legge socialista per molto tempo segnò la struttura interna del partito. Invece di disperdere i sostenitori, promosse l'emergere di un ambiente socialdemocratico come sottocultura isolata dalla "società borghese". A questo sviluppo contribuì anche il fatto che il partito, inizialmente fortemente influenzato da artigiani e piccolo-borghesi, divenne negli anni '70 e '80 il partito del proletariato industriale. Nel periodo di divieto, il governo non intendeva che le tendenze riformiste venissero messe in secondo piano, per l'impossibilitá pratica di attuazione e per il pensiero di Lassalle, a favore di una linea di partito marxista ormai ampiamente rispettata. Solo pochi non-marxisti come Ignaz Auer riuscirono a rimanere all' interno della cerchia dei leader di partito. Al riguardo, fu determinante la fiducia nel potere rivoluzionario del processo storico. Particolarmente importante per l'accoglienza e la divulgazione del marxismo è stato, oltre all'Anti-Dühring di Friedrich Engels, il libro di August Bebel Die Frau und der Sozialismus.
(Lehnert, Sozialdemokratie, S. 71 f., S. 76 f.)
Nel complesso, la persecuzione del partito portò ad un processo di radicalizzazione. Il parlamentarismo fu considerato un'illusione e la rivoluzione fu messa in moto. Certo, ci si fidò che il "große Kladderadatsch" - come amava dire Bebel - si sarebbe realizzato da solo a causa delle contraddizioni del sistema capitalista. Il partito avrebbe così potuto scrivere la rivoluzione nei suoi slogan senza dover sviluppare autonomamente attività rivoluzionarie. Nei decenni successivi, il radicalismo verbale rivoluzionario e la pratica riformista determinarono il carattere del partito e plasmarono i conflitti interni.